# Улица Андрея Карнабеда
Улица Андрея Карнабеда (до 2023 года — улица Короленко) (укр. Вулиця Андрія Карнабіди) — улица в Деснянском районе города Чернигова. Пролегает от улицы Куренёвка (Фикселя) до улицы Киевская. 
Примыкают улицы Лесная, Северная.

## История
Дмитровская улица была проложена в период 1905-1907 годы, нанесена на план города 1908 года. Была застроена индивидуальными домами.
В 1960 году Дмитровская улица переименована на улица Короленко — в честь писателя и общественного деятеля Владимира Галактионовича Короленко. По названию улицы были названы два переулка — 1-й переулок Короленко и 2-й переулок Короленко.
С целью проведения политики очищения городского пространства от топонимов, которые возвеличивают, увековечивают, пропагандируют или символизируют Российскую Федерацию и Республику Беларусь, 21 февраля 2023 года улица получила современное название — в честь украинского архитектора, искусствоведа, краеведа, уроженца Черниговщины Андрея Антоновича Карнабеда, согласно Решению Черниговского городского совета № 29/VIII-7 «Про переименование улиц в городе Чернигове» («Про перейменування вулиць у місті Чернігові»). Исходя из переименования улицы, были переименованы два переулка — 1-й переулок Короленко на переулок Андрея Карнабеда и 2-й переулок Короленко на Лесной переулок.

## Застройка
Улица проложена в восточном направлении — от реки Стрижень. Парная и непарная стороны улицы занята усадебной застройкой.
Учреждения: нет